# ویلینگ (ایلینوی)
ویلینگ (به انگلیسی: Wheeling) یک روستا در ایالات متحده آمریکا است که در ایلینوی واقع شده‌است. ویلینگ ۲۲٫۶۱ کیلومتر مربع مساحت و ۳۷٬۶۴۸ نفر جمعیت دارد و ۱۹۸٫۱۲ متر بالاتر از سطح دریا قرار دارد.